# مكشاف شيرينكوف

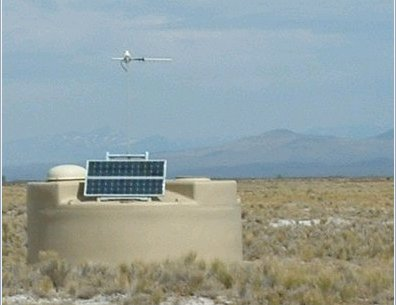
أحد عدادات شيرينكوف لقياس الأشعة الكونية، الأرجنتين.

مكشاف شيرينكوف أو عداد شيرينكوف  (Cherenkov (Čerenkov) detector) في الفيزياء هو مكشاف للجسيمات الأولية يعتمد في طريقة عمله على طاقة الحدودية لأشعة شيرينكوف التي تعتمد على الكتلة. يساعد ذلك على الفصل بين جسيم خفيف (الذي يمكن أن يشع) وجسيم ثقيل (وهو لا يشع).
ومكشاف شيرينكوف هو نوع متطور من المكشاف الوميضي. فعند مرور جسيم اولي خلال مادة بسرعة تقترب من سرعة الضوء في تلك لمادة فإن الجسيم يصدر إشعاعا. وهذا يماثل الانفجار الذي تصدره طائرة عند اختراقها لسرعة الصوت في الهواء. ويكون إصدار هذا الإشعاع داخل قمع فراغي في اتجاه حركة الجسيم. وتكون زاوية الإصدار {\displaystyle \theta _{c}} مقياسا مباشرا لسرعة الجسيم، طبقا للمعادلة:
{\displaystyle \cos \theta _{c}={\frac {c}{nv}}}
حيث:
- {\displaystyle c} سرعة الضوء
- {\displaystyle n} معامل الانكسار للوسط المادي.

وبالتالي إذا كانت كمية حركة الجسيم mv أو سرعته v معروفة - ويمكن معرفتها عن طريق تسليط مجال مغناطيسي عليها - فيمكن بذلك حساب كتلة m الجسيم وبالتالي معرفة نوع الجسيم.

## اقرأ أيضا
- عداد غايغر
- تجربة أطلس
- مكشاف مصادم فيرميلاب
- عداد وميضي
- عداد تناسبي
- عداد شبه الموصلات
- مصفوف عدادات الميون والنيوترينو بالقطب الجنوبي